# Nationaal Songfestival 1968
Het Nationaal Songfestival in 1968 werd gehouden in Tivoli, Utrecht op 28 februari en werd gepresenteerd door Elles Berger. Er waren vier kandidaten die met elkaar streden om de eer Nederland te mogen vertegenwoordigen op het Eurovisiesongfestival 1968.
Oorspronkelijk zouden er 6 artiesten meedoen, maar Tante Leen en Trea Dobbs trokken zich beiden terug.

## Uitslag
| Positie | Uitvoerende(n) | Liedtitel               | Punten |
| ------- | -------------- | ----------------------- | ------ |
| 1       | Ronnie Tober   | Morgen                  | 122    |
| 2       | Conny Vink     | Hé moet je bij mij zijn | 78     |
| 3       | René Frank     | Annamarie               | 75     |
| 4       | Gonnie Baars   | Ik wil alles            | 47     |

1956 · 1957 · 1958 · 1959 · 1960 · 1961 · 1962 · 1963 · 1964 · 1965 · 1966 · 1967 · 1968 · 1969 · 1970 · 1971 · 1972 · 1973 · 1974 · 1975 · 1976 · 1977 · 1978 · 1979 · 1980 · 1981 · 1982 · 1983 · 1984 · 1986 · 1987 · 1988 · 1989 · 1990 · 1992 · 1993 · 1994 · 1996 · 1997 · 1998 · 1999 · 2000 · 2001 · 2003 · 2004 · 2005 · 2006 · 2007 · 2008 · 2009 · 2010 · 2011 · 2012